# Henry FitzRoy (1. książę Grafton)

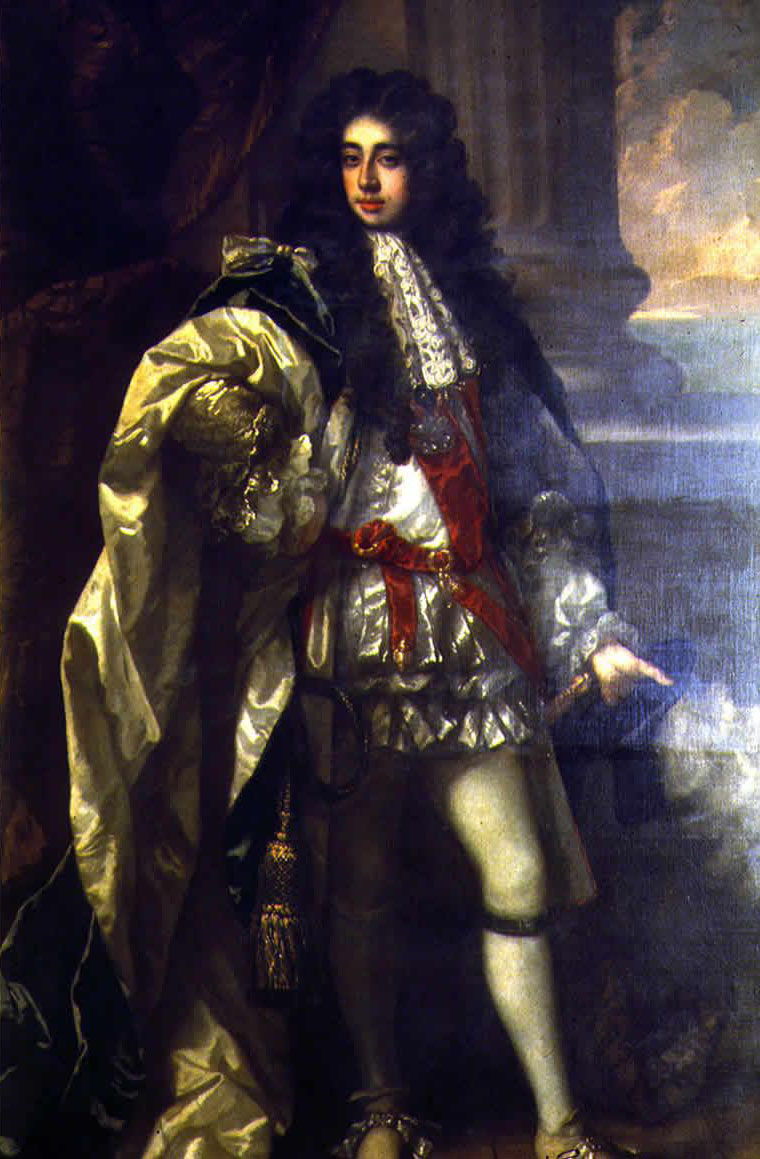
Portret 1. księcia Grafton

Henry FitzRoy (ur. 28 września 1663, zm. 9 października 1690) – angielski arystokrata, nieślubny syn Karola II Stuarta, króla Anglii i Szkocji oraz Barbary Palmer.
1 sierpnia 1672 poślubił Isabellę Bennet (ok. 1668–1723), córkę Henry’ego Benneta, 1. hrabiego Arlington i Izabeli von Nassau, córki Ludwika von Nassau. Henry i Isabella mieli razem jednego syna: Charlesa (1683–1757), 2. księcia Grafton i 3. hrabiego Arlington
Z okazji ślubu król Karol nadał swojemu synowi tytuł hrabiego Euston. W 1675 Henry został księciem Grafton, zaś w 1680 kawalerem Orderu Podwiązki, zaś rok później pułkownikiem Grenadierów Gwardii.
Grafton służył w Royal Navy. Jego chrztem bojowym był udział w oblężeniu Luksemburga w 1684. Początkowo służył wiernie katolickiemu królowi Jakubowi II, swojemu stryjowi. Podczas rebelii swojego przyrodniego brata, księcia Monmouth w 1685 dowodził królewskimi wojskami w Somerset. Później jednak pokłócił się z królem i wspólnie z lordem Churchill przyłączył się do Wilhelma Orańskiego.
W 1690 dowodził królewską flotą płynącą do Irlandii. Na wysokości miasta Cork flotę dopadł sztorm, podczas którego Grafton został ciężko ranny i zmarł niedługo później.